# Cybo (Adelsgeschlecht)
Die Cybo (auch Cibo genannt) waren eine Adelsfamilie genuesischen Ursprungs, deren erste gesicherte Aufzeichnungen aus dem 15. Jahrhundert auf Arano, einen genuesischen Bürger und Adligen, zurückgehen, der hohe Ämter in Neapel und Rom bekleidete und auch römischer Senator war. Der Reichtum der Familie entstand jedoch durch die Wahl von Giovanni Battista Cybo, Aranos Sohn, auf den päpstlichen Thron, der unter dem Namen Innozenz VIII. Papst wurde.

Wappen der Familie Cybo
Motto: Libertas

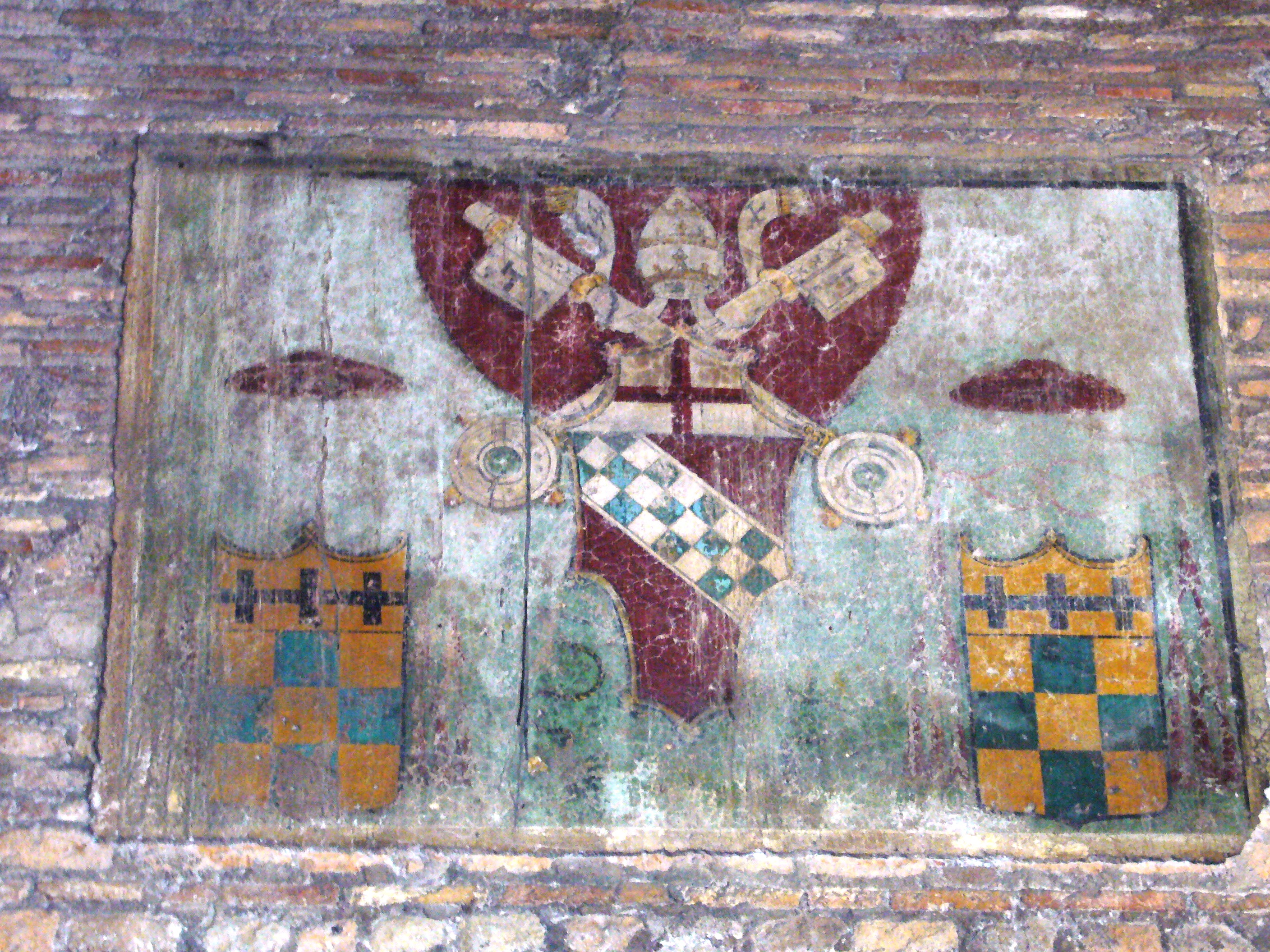
Wappen von Papst Innozenz VIII. im Portikus des Basilika Santa Balbina all’Aventino, Rom

Die Familie Cybo war mit einigen der berühmtesten und bedeutendsten italienischen Familien verwandt, darunter die Medici von Florenz, die Della Rovere von Urbino, die Este von Modena, die Malaspina von Massa und Carrara, und unterhielt Beziehungen zur Bankiersfamilie Altoviti. Insbesondere aus der Ehe von Lorenzo Cybo, Graf von Ferentillo, mit Ricciarda Malaspina ging die Dynastie Cybo-Malaspina hervor, die bis zum Ende des 18. Jahrhunderts über Massa und Carrara herrschte.
Ein mit den Trinci verwandter Zweig der Cybo verschmolz mit der umbrischen Familie Frenfanelli, die mit der Heirat der Gräfin Rita Frenfanelli-Cybo mit dem Marchese Pio Luigi Strozzi im Jahre 1882, aus dem „Mantua“-Zweig der Familie Strozzi, ausstarb.

## Geschichte
Die Familie Cybo ließ sich im 10. Jahrhundert dauerhaft in Genua nieder, als Francesco, der seinen Besitz in der Heimat verloren hatte, bei Verwandten in der ligurischen Hauptstadt Zuflucht suchte. Einer der Cybo, Tomaso, zog nach Neapel, woraus die Familie Tomacelli entstand.
Die Familie Cybo bildete eines der genuesischen „Alberghi“ (siebzehnter), in dem die verschiedenen Adelsfamilien der Stadt zusammengeschlossen waren. Viele Familien der Genueser Aristokratie schlossen sich dem Albergo Cybo an.
Im Jahr 1484 verlieh Papst Innozenz VIII. der Familie Cybo das Lehen der Abbazia di San Pietro in Valle in Ferentillo.
Durch die Heirat zwischen Lorenzo Cybo und Ricciarda Malaspina erwarben die Cybo die Marchesat (später Herzogtum) von Massa. Nach der Hinrichtung ihres ältesten Sohnes Giulio war ihr zweiter Sohn Alberico I. der eigentliche Begründer der Herrschaft von Massa und nahm den Doppelnamen Cybo-Malaspina an.

### Albergo Cybo
Mit der von Andrea Doria 1528 angeordneten Reform gründete die Familie Cybo das siebzehnte „Albergo“. Im Folgenden sind die Familien aufgeführt, die mit dem Albergo Cybo in Verbindung gebracht wurden:
- Andora, dann Sopranis: stammten aus Andora und kamen im 14. Jahrhundert nach Genua. Sie bildeten ein Albergo, bis sie 1528 der Familie Cybo zugeordnet wurden.[5]
- Arcanti: wurden den Familien Cybo und Pallavicino zugeordnet.[6]
- Baldissone: stammen aus Savona, und kamen im 12. Jahrhundert nach Genua.[7]
- Boeri: stammen aus Quarto, und wurden 1528 dem Albergo zugeordnet.[8]
- Brasile: Sie kamen aus dem gleichnamigen Ort in der Nähe von Chiavari und kamen im 12. Jahrhundert nach Genua. 1350 wurden sie dem Albergo zugeordnet.[9]
- Celle: stammen aus Celle Ligure, kamen im 13. Jahrhundert nach Genua. Sie wurden 1528 dem Albergo zugeordnet.[10]
- Celso: stammen aus Venedig, kamen im 15. Jahrhundert nach Genua. Sie wurden 1528 dem Albergo zugeordnet.[10]
- Chiavega: stammen von einem Waisenkind ab, das im 11. Jahrhundert von einem Fieschi erzogen wurde, und wurden 1528 den Cybo zugeordnet.[11]
- Clavarezza: stammen aus dem gleichnamigen Dorf und wurden 1528 dem Albergo zugeordnet.[12]
- Corsi: sammen aus Savona, wurden 1528 den Familien Cybo, Giustiniani und Lomellini zugeordnet.[13]
- Costa: von unterschiedlicher Herkunft, es gab zahlreiche Familien mit diesem Nachnamen, die den verschiedenen Alberghi zugeordnet wurden, darunter die Cybo.[14]
- Donati: Stammen aus der Toskana, möglicherweise verwandt mit den Florentiner Donati. Sie wurden dem Albergo 1528 zugeordnet.[15]
- Ghersi: Sie wurden 1528 dem Albergo zugeordnet.[16]
- Ghisi: werden dem Albergo zugeordnet.[17]
- Levanto: ursprünglich aus Levanto stammend, wurden sie 1398 den De Franchi und ab 1528 auch den Familien Cybo, Interiano und Grillo zugesordnet.[18]
- Marabotto: sie wurden 1528 dem Albergo zugeordnet.[19]
- Marchese: stammen aus Albenga oder Portofino, wurden 1528 den Cybo und den Doria zugeordnet.[20]
- Massa: stammen aus La Spezia oder Savona, kamen um das 15. Jahrhundert nach Genua. Sie wurden zunächst der Cybo zugeordnet, die sie verließen, um zu den Promontorio überzuwechseln.[21]
- Merlasino: stammen aus Massa oder Alessandria, sie wurden 1528 dem Albergo zugeordnet.[22]
- Monsia: kamen im 13. Jahrhundert aus der Lombardei nach Genua, 1528 wurden sie den Alberghi Promontorio, Uso di Mare und Cybo zugeordnet.[23]
- Montebruno: stammen aus dem gleichnamigen Ort, sie wurden 1528 dem Albergo zugeordnet.[24]
- Morra: stammen aus Savona, Sie wurden 1528 dem Albergo zugeordnet.[25]
- Nobili di Vezzano: stammen aus Vezzano Ligure, kamen sie im 13. Jahrhundert nach Genua und wurden 1528 dem Albergo zugeordnet.[26]
- Onza: stammen aus dem gleichnamigen Dorf bei Riviera di Ponente, sie wurden 1528 dem Albergo zugeordnet.[27]
- Ottone: ursprünglich aus Chiavari oder aus Valpolcevera stammend, kamen sie im 12. Jahrhundert nach Genua und wurden 1528 dem Cybo zugeordnet.[28]
- Peirano: kamen um 1450 aus Noli nach Genua und wurden 1528 den Cybo zugeordnet.[29]
- Delle Piane: ursprünglich aus Valpolcevera stammend, kamen sie im 14. Jahrhundert nach Genua und wurden 1528 den Cybo und De Franchi zugeordnet.[30]
- Pino: kamen um 1160 aus Santa Margherita Ligure nach Genua. Zunächst den Sopranis zugeordnet, gingen bei der Auflösung des Albergo an die Cybo über.[31]
- Poggio: ursprünglich aus La Spezia und Sanremo stammend, kamen sie um 1150 nach Genua. Im Jahr 1528 wurden sie dem Albergo zugeordnet.[32]
- Ponte: ursprünglich aus Valpolcevera stammend, kamen sie 1170 nach Genua. Sie wurden 1380 in der Person von Desiderio den Fattinanti zugeordnet. Im Jahr 1528 wurden sie den Familien Gentile, Cybo und Giustiniani zugeordnet.[32]
- Del Pozzo: kamen um das 13. Jahrhundert aus Alessandria nach Genua und wurden 1528 den Cybo zugeordnet.[33]
- Rapallo: kamen um 1125 von Rapallo nach Genua: 1528 wurden sie den Cybo und den Sauli (Adelsgeschlecht) zugeordnet.[34]
- Ratto: kamen um 1340 von Rapallo nach Genua: 1560 wurden sie den Cybo zugeordnet.[34]
- Recco: kamen um 1150 aus Recco nach Genua: 1528 wurden sie der Familie zugeordnet.[35]
- Rodini: kamen 1340 von Riviera di Ponente nach Genua und wurden 1528 der Familie zugeordnet.[36]
- Rollero: kamen im 15. Jahrhundert aus Clavesana oder aus Voltri nach Genua und wurden 1528 der Familie zugeordnet.[37]
- Sale: kamen im 13. Jahrhundert aus Valbisagno nach Genua und wurden 1528 den Familien Cybo und De Franchi zugeordnet.[38]
- Sbarroia: Genueser seit dem 14. Jahrhundert, 1528 wurden sie der Familie zugeordnet.[39]
- Serravalle: kamen 1350 von Serravalle Scrivia nach Genua und wurden 1528 der Familie zugeordnet.[40]
- De Siena: amen im 12. Jahrhundert aus Siena nach Genua und wurden 1528 der Familie zugeordnet.[41]
- Sopranis: stammen ursprünglich aus Andora und bildeten bis 1528 ein Albergo, das dann aufgelöst und Cybo zugeordnet wurde[42]
- Torriglia: kamen um 1180 aus Torriglia nach Genua und wurden 1528 der Familie zugeordnet.[43]
- Valdettaro: kamen um 1180 nach Genua, 1528 werden sie der Familie zugeordnet.[44]

## Wappen
Das Wappen der Familie Cybo war Rot mit einem dreireihigen karierten Band aus Silber und Blau, der Wappenkopf in Silber mit roten Kreuz und ein weiterer Wappenkopf Gold mit dem Adler des Kaiserreiches.

## Bedeutende Familienmitglieder
Zu den bedeutenden Mitgliedern vom 15. bis zum 19. Jahrhundert gehören:
- Lanfranco Cybo, Konsul von Genua 1241; eines der ersten bekannten Mitglieder
- Guglielmo il Buono Cybo, Pfalzgraf des Heiligen Römischen Reiches 1260, Admiral der genuesischen Flotte
- Papst Bonifatius IX. (Pietro Tomacelli Cybo) (1350–1404)
- Leonardo Cybo, italienischer Kardinal
- Angelo Cybo, italienischer Kardinal
- Arano Cybo (1377–1457) Vizekönig von Neapel und Graf von Gragnano
- Papst Innozenz VIII. (Giovanni Battista Cybo) (1432–1492)
- Franceschetto Cybo (1450–1519) Herzog von Spoleto, unehelicher Sohn von Papst Innozenz VIII., Schwager von Papst Leo X.
- Lorenzo Cybo Malaspina (1500–1549) war ein italienischer General, Herzog von Ferentillo
- Lorenzo Cibo de’ Mari (gestorben 1503), italienischer Kardinal
- Innocenzo Cibo (1491–1550), italienischer Kardinal
- Gherardo Cybo (1512–1600), Oberst der päpstlichen Armee, ein berühmter Naturforscher.
- Giulio Cybo (1525–1548), Marchese von Massa, Cousin von Cosimo I. de’ Medici, 1548 wegen Verschwörung gegen Andrea Doria hingerichtet
- Alberico I. Cybo-Malaspina (1554–1623)
- Alderano Cibo (1613–1700), italienischer Kardinal
- Carlo I. Cybo-Malaspina (1623–1662)
- Alderano I. Cybo-Malaspina, Herzog von Massa, Fürst von Carrara (1690–1731)
- Maria Teresa Cybo-Malaspina (1725–1790), Tochter von Alderano I., Fürst von Carrara, Ehefrau von Ercole III. d’Este, Herzog von Modena und Mutter von Maria Beatrice d’Este, Herzogin von Massa-Carrara, die Erzherzog Ferdinand Karl von Österreich heiratete. Nach dem Tod von Maria Beatrice im Jahr 1829 wurde Massa mit Modena vereinigt.